# Rhynchosia pulverulenta
Rhynchosia pulverulenta är en ärtväxtart som beskrevs av John Ellerton Stocks. Rhynchosia pulverulenta ingår i släktet Rhynchosia och familjen ärtväxter. Inga underarter finns listade i Catalogue of Life.